# Дермотт, Трэвис
Трэвис Дермотт (англ. Travis Dermott; 22 декабря 1996, Ньюмаркет, Канада) — профессиональный канадский хоккеист, защитник клуба НХЛ «Эдмонтон Ойлерз». На драфте НХЛ 2015 года выбран во втором раунде под общим 34 номером клубом «Торонто Мейпл Лифс».

## Игровая карьера

### Клубная карьера
На молодёжном уровне Трэвис Дермотт выступал в Хоккейной лиге Онтарио за клуб «Эри Оттерз». В 2015 году на драфте НХЛ защитник был выбран во втором раунде под общим 34 номером «Торонто Мейпл Лифс», а уже 22 июля подписал с клубом контракт новичка, рассчитанный на три года.
До 2016 года Дермотт играл за «Эри» в ОХЛ, а после окончания плей-офф был вызван в «Торонто Марлис», за которых сыграл один матч в плей-офф АХЛ.
Первый матч в НХЛ Дермотт сыграл в сезоне 2017/18 — 7 января против «Ванкувер Кэнакс». В этой же игре он набрал своё первое очко за результативную передачу. В этом сезоне стал обладателем Кубка Колдера в составе «Торонто Марлис», сыграв в 14 матчах плей-офф АХЛ после вылета «Мейпл Лифс» из розыгрыша Кубка Стэнли.

### В сборной
В составе молодёжной сборной Канады Дермотт принимал участие в чемпионате мира 2016 года. Канадцы выступили неудачно, проиграв финнам в четвертьфинале и заняв итоговое шестое место. В пяти матчах Дермотт набрал 2 (0+2) очка.